# CFA 060 DC
Les 060 DC sont une série de locomotives Diesel algériennes, dérivées des CC 65000 de la SNCF. Composée de 37 unités, cette série est livrée aux chemins de fer algériens entre 1957 et 1962. Elles assurent le transport de passagers et de marchandises. Elles sont progressivement retirées du service entre 1974 et 1982.

## Historique

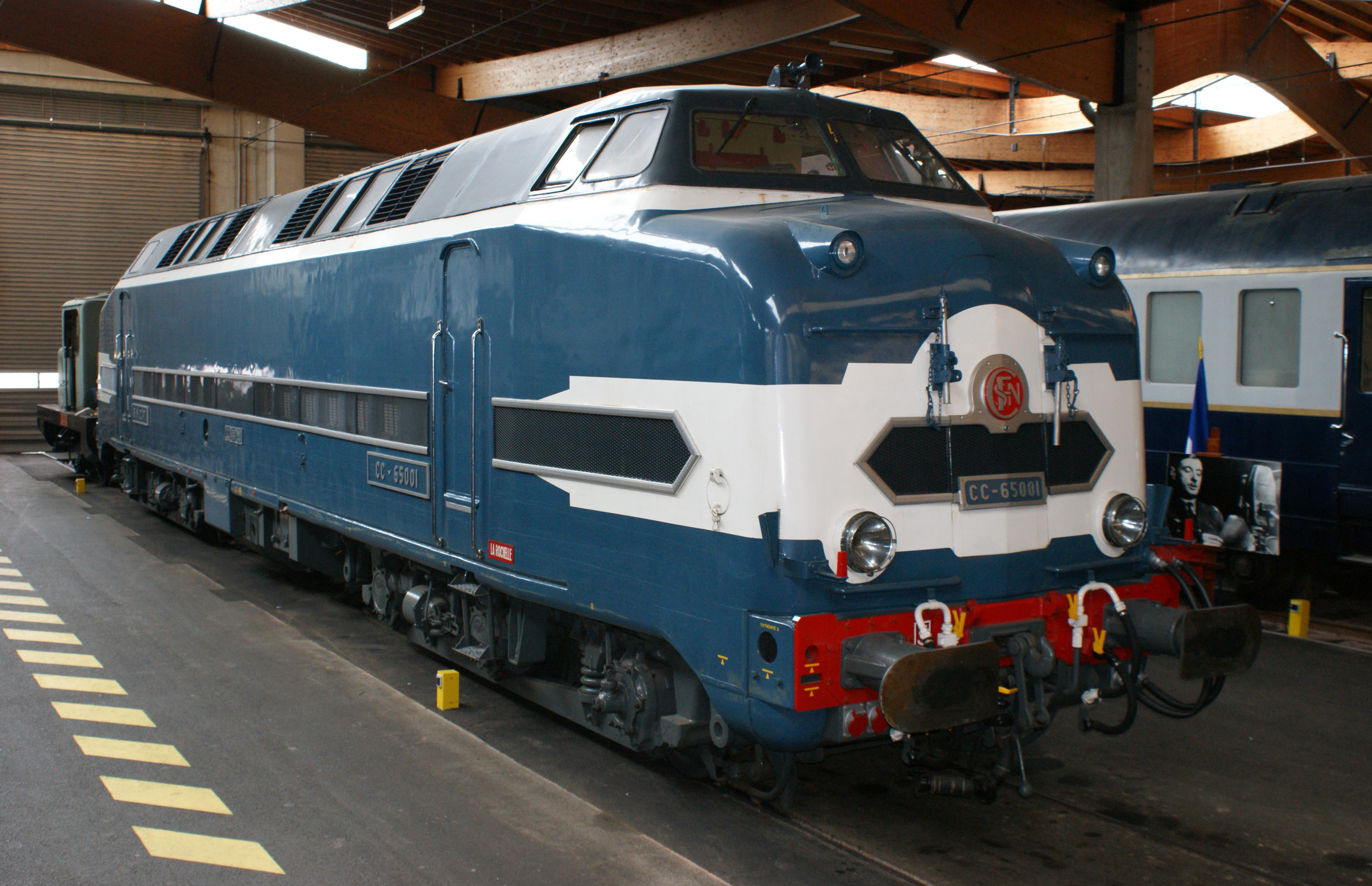
Un modèle de la série CC 65000 française.

En 1956, l'Office des chemins de fer algériens (OCFA) commande  huit locomotives, inspirées des CC 65000 françaises. Les constructeurs sollicités étaient les mêmes : Alsthom et la Compagnie des ateliers et forges de la Loire (CAFL) pour la conception de la caisse et de la partie électrique, tandis que la Société alsacienne de constructions mécaniques (SACM) était responsable du moteur Diesel. L'assemblage des locomotives s'est déroulé dans l'usine Alsthom de Belfort. À la même époque, le chemin de fer General Roca en Argentine passe commande d'un modèle voisin.
Par la suite, une commande additionnelle de vingt-neuf machines est effectuée, avec dix locomotives en 1958, dix en 1959, et neuf en 1962. Étant donné leur utilisation prévue pour le transport de marchandises sur des voies ne tolérant pas une charge élevée par essieu, elles sont modifiées pour être plus légères.
En 1962, après l'indépendance de l'Algérie, l'intégralité de la flotte est transférée à la Société nationale des chemins de fer algériens (SNCFA) lors de sa création.

## Caractéristiques

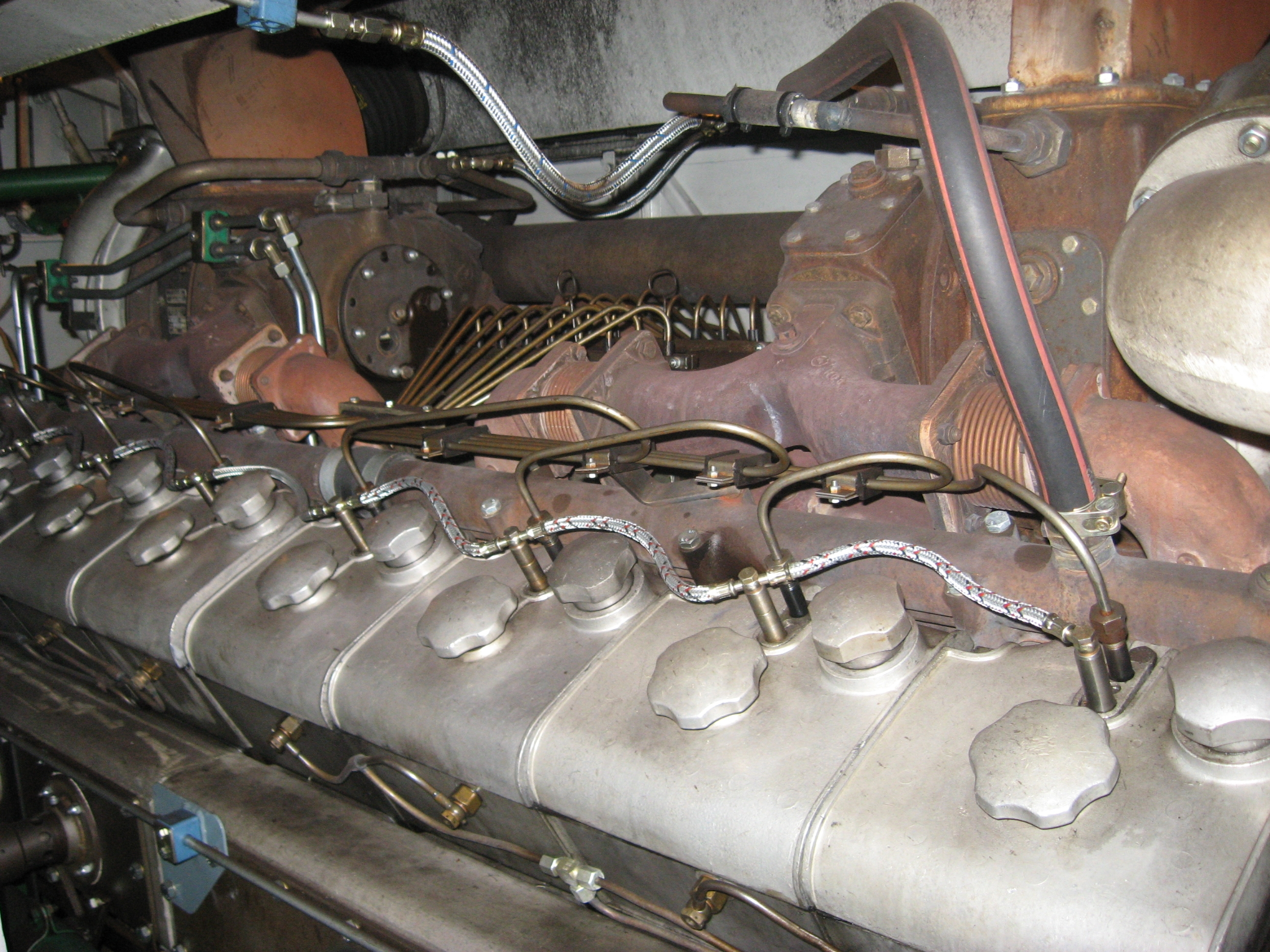
Moteur MGO V16 BSHR.

Comme les CC 65000 françaises, les locomotives algériennes sont équipées de deux moteurs Diesel, chacun d'eux entraînant une génératrice qui alimente en courant les trois moteurs de traction d'un même bogie (un par essieu). En cas d'avarie de l'un des groupes, la locomotive est en mesure de poursuivre sa route à puissance réduite. À la différence toutefois des locomotives françaises qui possèdent des moteurs Diesel à douze cylindres, les 060 DC sont équipées de moteurs à seize cylindres MGO V16 BSHR, ce qui porte leur puissance à 2 200 ch. En outre, un rapport différent dans les engrenages de leur transmission limite leur vitesse à 120 km/h au lieu de 130.
Si les huit premières unités sont pourvues d'une chaudière permettant le chauffage des rames de voitures voyageurs, ce n'est pas le cas des suivantes, l'équipement étant dans les faits peu utilisé ; ceci permet de ramener leur masse de 114 à 105 t. Ces locomotives sont également destinées à la traction de trains de produits pétroliers à destination du port de Philippeville (actuel Skikda).
Pendant la Guerre d'Algérie, les vitres des cabines de conduite sont munies de blindages pour protéger le personnel.
Les premières locomotives, d'abord peintes en bleu foncé, reçoivent par la suite une livrée argentée rehaussée d'un bandeau rouge en haut de la caisse ; cette livrée est appliquée dès la construction aux engins commandés en 1962.

## Services

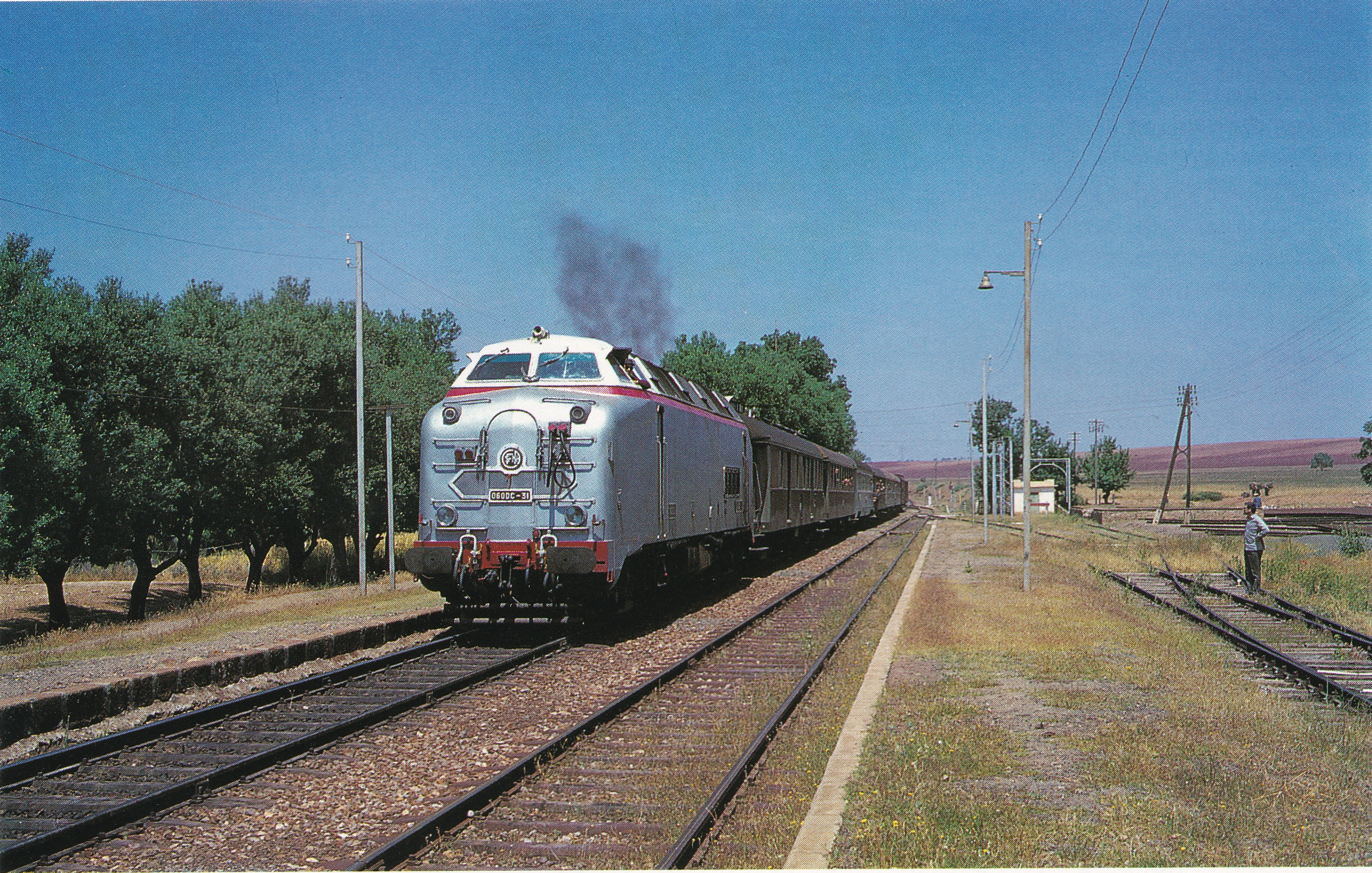
Une 060 DC à El Esnam (Bouira), entre Alger et Skikda.

Les premières circulations, aussi bien à la tête de trains de marchandises que de voyageurs, ont lieu sur les lignes : Alger - Oran et Alger - Constantine. Plus tard, leurs services s'étendent à la desserte de grandes villes, plus au sud dans le pays : Béchar, Djelfa, Touggourt ou sur la frontière algéro-marocaine (Oujda) et tunisienne (Ghardimaou et Ouenza). Elles remontent les trains d'hydrocarbures des gisements sahariens vers le port pétrolier de Philippeville.
Les premières unités de la série sont réformées en 1975, remplacées par des engins américains de conception plus moderne ; deux ans plus tard, quatorze locomotives sont déjà radiées ; le retrait de la série est complet en 1982.

## Galerie

Le 3ᵉ modèle de la série 060 DC.
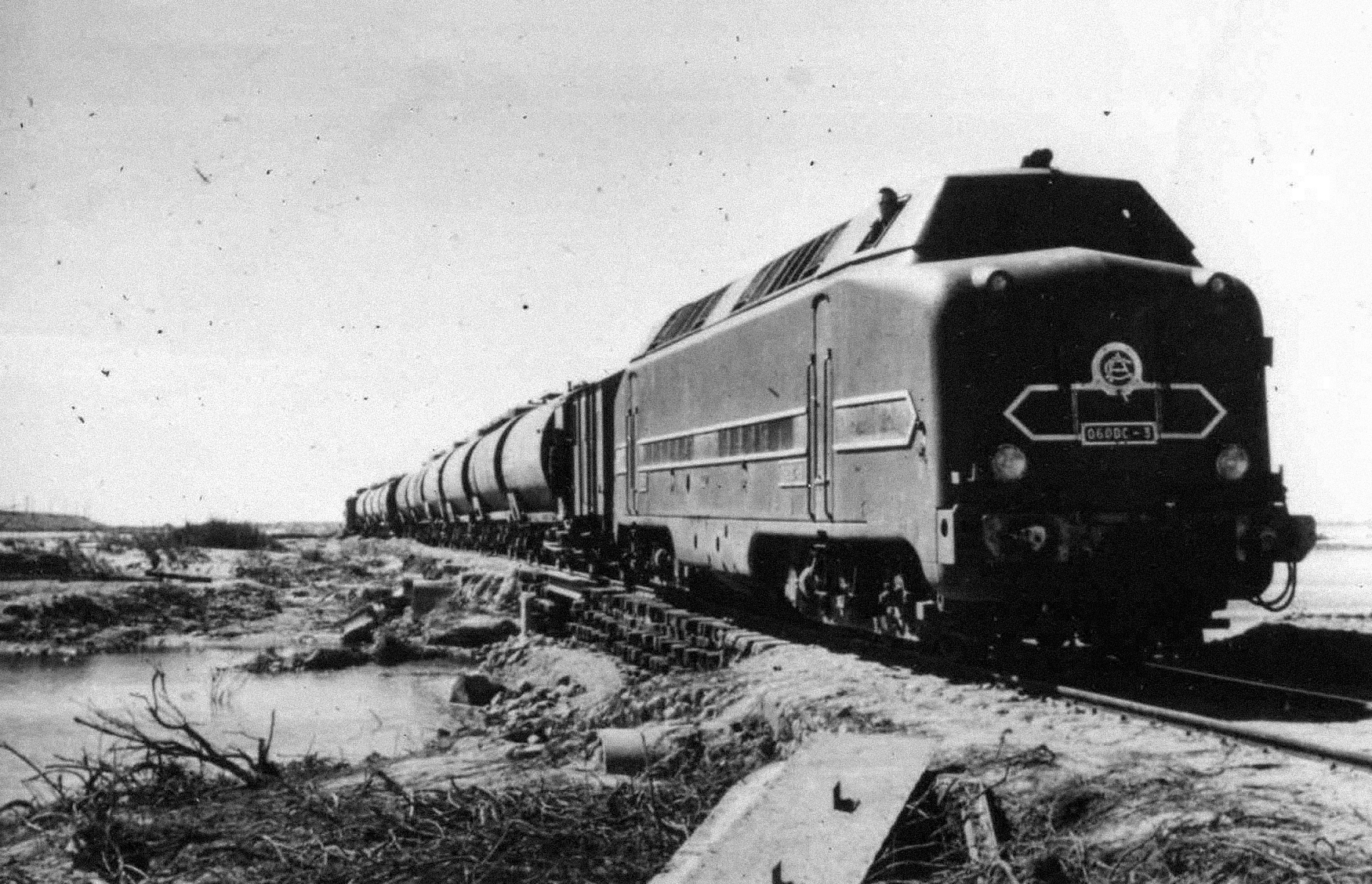
La 060 DC-3 à Biskra, dans le Sahara algérien.
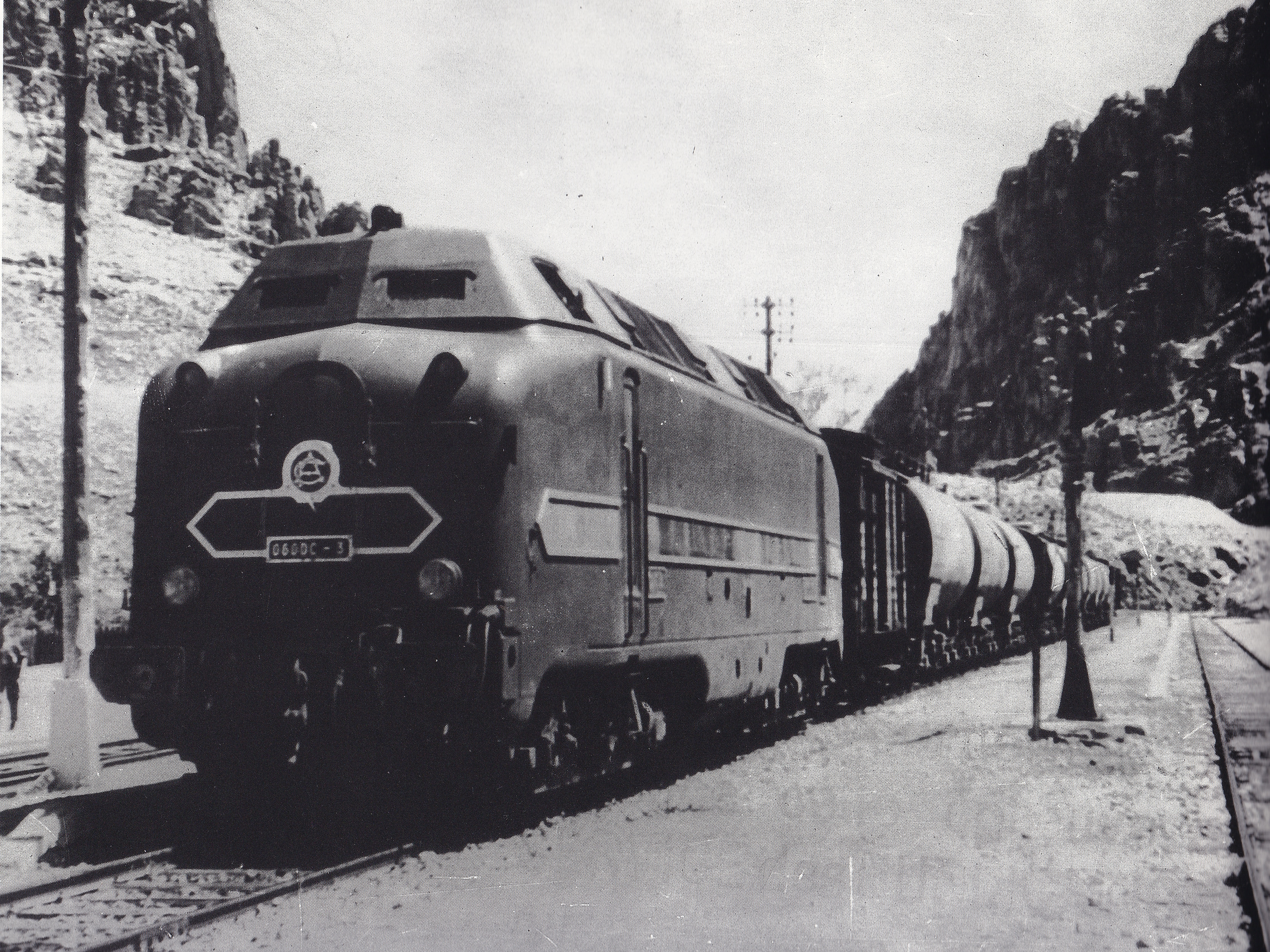
La 060 DC-3 munie de blindages de cabine à la gare d'El Kantara à Biskra.
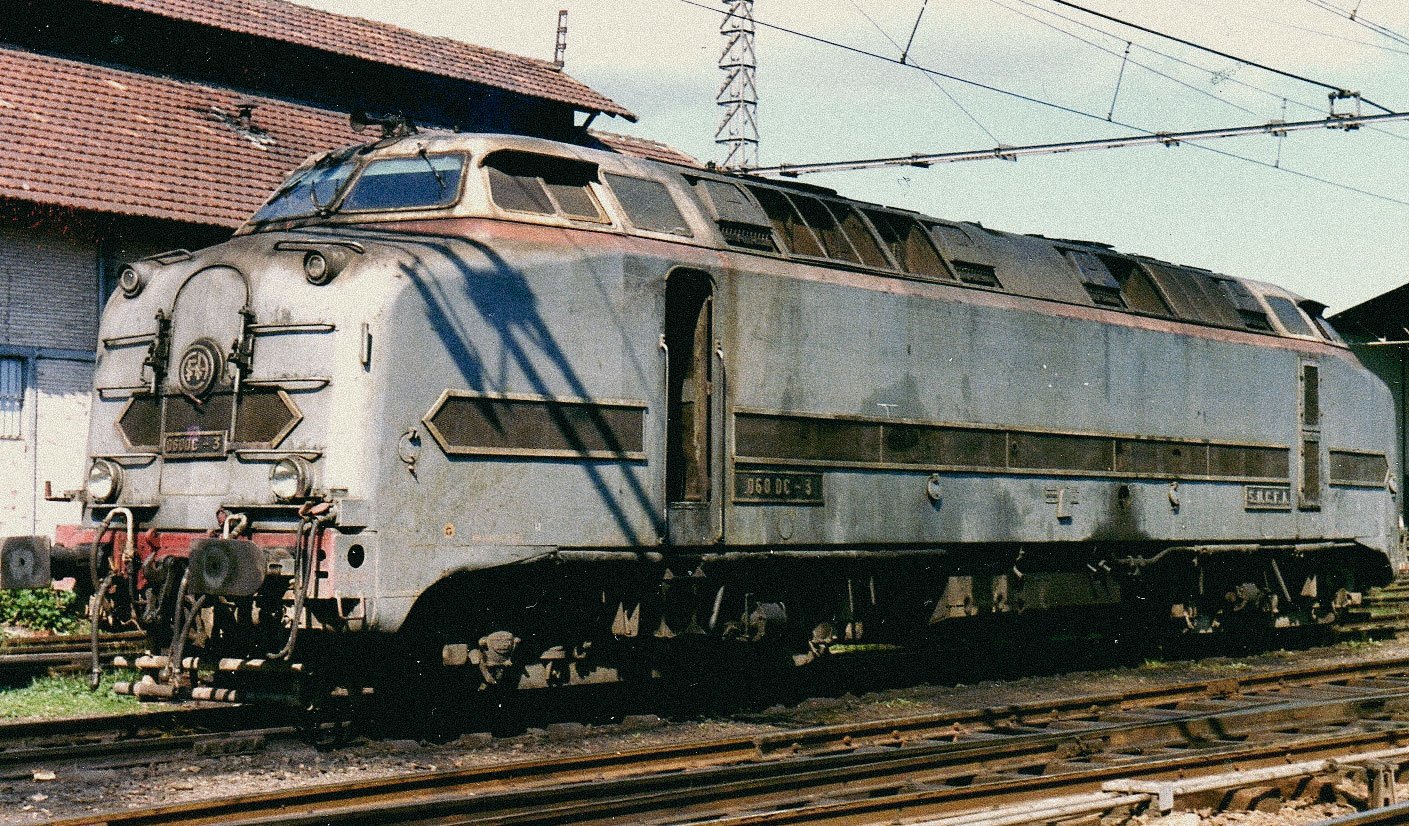
La 060 DC-3 au dépôt de Annaba en 1976.